# SN 1995ae
SN 1995ae – supernowa typu Ia odkryta 22 września 1995 roku w galaktyce A231655-0204. W momencie odkrycia miała maksymalną jasność 18,50m.